# Catoria misticia
Catoria misticia là một loài bướm đêm trong họ Geometridae.